# Pfeifen im Walde
Das Pfeifen im Walde ist eine metaphorische Redewendung, die ein bestimmtes menschliches Verhaltensmuster in bedrohlichen Situationen beschreibt.

## Erklärungsansätze
Statt sich der Bedrohung zu stellen oder die Gefahr zu umgehen, versucht sich die Person durch das Pfeifen einer Melodie Mut zu machen – zum Beispiel ein furchtsames Kind, das pfeifend einen dunklen, bedrohlichen Wald durchquert. Verhaltensbiologisch dient das Pfeifen dabei als Geräuschmarkierung, wie es bei der Revierabgrenzung üblich ist, und soll Raubtiere, die dem Menschen gefährlich werden könnten, auf Distanz halten. Durch das Signalisieren des Revieranspruchs wird von eigener Unterlegenheitsangst abgelenkt.
Eine andere Erklärung für dieses Verhalten ist, dass Musik die Aktivität der Amygdala hemmt. Diese spielt eine Rolle bei der Entstehung von Angst.